# نار المخيم

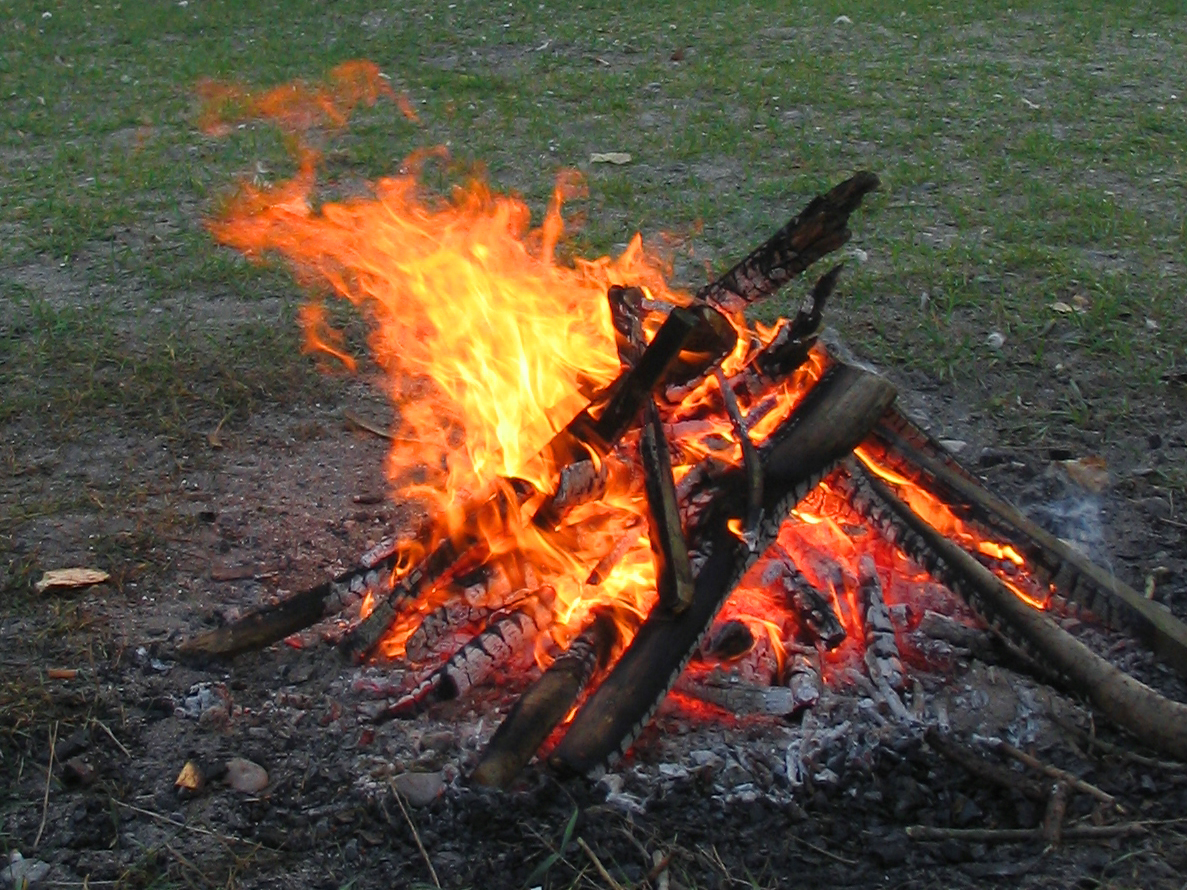

نار المخيّم هي نار تُشْعَل في المخيّمات من أجل الضوء والدفء، ومن أجل الحرارة للطهي. كما يمكن استخدامها منارةً للاسترشاد، ومُبعدةً للحشرات والحيوانات المفترسة. يكون في المخيّمات المجهزة عادة حلقة نارية حجرية أو حديدية لتحيط بالنار، من أجل السلامة. نار المخيّمات خصيصة شائعة من خصائص التخييم. في المخيمات الصيفية تشير كلمة نار المخيم عادةً إلى حدث (حفل أو اجتماع أو كذا) فيه نار. تشير الكلمة في بعض المخيمات إلى النار نفسها.

## التاريخ

### نار المخيم الأولى
أكّد تحليل جديد لعظام ظبي محروقة من كهوف سواتكرانس في جنوب إفريقيا أنّ الإنسان المنتصب، ونوع أسترالوبيثيكس روبستس أشعلوا نيران المخيم منذ 1.6 مليون سنة تقريبا. سُمّي دليل قريب في كهف ووندرورك، على أطراف صحراء كالاهاري، سُمّي أقدمَ نارٍ متَحَكَّمٍ بها في التاريخ. أظهرت التحليلات المجهرية لرماد نبات وشظايا عظام أن هذه المواد في الكهف لم تبلغ حرارتها أكثر من 1300 فهرنهايت (704 سيليسيوس). يتّسق هذا مع مكتَشفات سابقة تقول إن النيران حرقت الأعشاب والأغصان والأوراق. لن ينجم عن هذا الوقود لهيب أحرُّ من هذا. تعني هذه المعطيات أن البشر كانوا يطبخون فرائسهم منذ أول ظهور للإنسان المنتصب قبل 1.9 مليون عاما.

## السلامة

### إيجاد موقع
ينبغي أن تكون نار المخيم في حلقة تحيط بها. فإن لم يكن، فيمكن أن يُقام موقع نارٍ مؤقَّت. أمثَلُ مواقع النار تكون على الأرض التي لا زرعَ فيها، أو على الصخور العارية. أو أن تُزال طبقة العشب لتشكيل أرض منطقة عارية، ثُمّ تعاد إلى مكانها بعد أن تنطفئ النار وتهدأ، لتقليل الضرر. كما يمكن أن تُغطّى الأرض بالرمل، أو أية تربة أخرى بشرط ألا يكون فيها مواد عضوية قد تحترق، وأن يكون ذلك على عمق عدة بوصات. وتُحاط النار أحيانا بحلقة من الصخور. على أن هذه الحلقات لا تمنع النار تماما عن المادة التي حولها. لأنها لا تحمي من الشعلات الطائرة، كما أن الحلقة قد تسخن حتّى تشعل المواد التي تلمسها، أو حتى تتحطم الصخور.

### معايير السلامة
قد تشعل نار المخيمات حرائق غابيّة واسعة. لذلك ينبغي لمُشعل النار أن يتخذ احتياطات متعددة، منها:
- تجنّب إشعال النار تحت أغصان عالقة، أو فوق منحدرات حادة، ومسح دائرة قطرها 10 أقدام حول النار لإخلائها من جميع المواد المشتعلة.[4]
- توفّر مياه كثيرة قريبة، ومجرفة لإخماد النار الخارجة عن السيطرة بالتراب.
- تقليل حجم النار لتجنّب المشاكل.[4]
- عدم ترك النار وحدها.[4]
- استخدام وفرة من المياه أو التراب عند إطفاء النار، ثم تقليب الخليط وإضافة المياه، ثم التأكد من عدم وجود شعلات باقية.[4]
  - عدم دفن الجمرات الساخنة، لأنها قد تستمر في الاشتعال فتشعل جذور الأشجار أو تسبب في حريق الغابة. الانتباه إلى الجذور في حال الحفر للنار.[4]
- التأكّد من أن حفرة النار كبيرة لتستوعب النار، ومن عدم وجود مواد قابلة للاحتراق قرب النار، وتجنب إشعال النار في الأيام العاصفة.[5]

## أنواع الوقود
في التصنيف التقليدي، يمكن لثلاثة أنواع من المواد أن تشارك في إشعال النار، من دون استخدام الوقود المصنوع أو الوسائل الحديثة كالقدّاحات.
1. مواد الحريق التي تشتعل بسرعة، وتستعمل لقَدح النار. وهي أي مادة يمكن أن تشعلها قدحة، وتعرَّف عادة بأنها أرقّ من الخنصر. قبل القداحات وعيدان الثقاب، كان يستعمَل الحُرّاق والصوّان والحديد. من مواد الإحراق الأسلَم: القطن، ولحاء البتولة، ولحاء خشب الأرز، والخشب الخفيف، حيث يتوفر، ثم إبر الصنوبر الجافة الميتة، أو الأعشاب الجافة الميتة، وفي المقالة قائمة أشمل من مواد الإحراق. مع أن الصوف الصناعي من أفضل مواد الإحراق إذ يمكن إشعال النار به بالحديد والصوّان، أو ببطاريّة 9 فولت بسهولة.
2. الخشب المُشعل تصنيف عشوائي يضم أي خشبة أكبر من الخشب سريع الاشتعال وأصغر من خشب الوقود. وللخشب المشعل تدرجات، تبدأ من العيدان الأصغر من الإصبع، حتى التي تساوي ثخانتها المعصم. يكفي من الخشب المشعل ما يملأ قبّعة، ولكنه كلما كان أكثر، كان أفضل. الحزمُ مصطلح قريب، ويعني حزمة من الأغصان المستعملة لتغذية نار صغيرة، أو تكبير نار صغيرة.
3. خشب الوقود يشمل عدة أنواع من الأخشاب. تتراوح الأخشاب بين القطع الصغيرة ذات حجم البوصتين أو الثلاث، إلى الكبيرة التي يستمر احتراقها ساعات. يصعب عادةً جمع هذه الأخشاب من دون فأس صغيرة أو أداة قاطعة. في مواقع التخييم المستخدمة كثيرا، قد يصعب إيجاد خشب الوقود، فربما تُشتَرى من متجر قريب أو تُجلب من المنازل. ومع ذلك، فينبغي ألا ينقل الخشب الطبيعي -أي غير المعالج-، لاحتمال أن ينقل معه أنواعا غازيَة من الحشرات. أما الخشب المعالج بالحرارة كالمجفف قي الأفران فيمكن نقله بأمان.

في الولايات المتحدة يجمع المخيمون أخشاب الوقود من الأرض، في المناطق التي تسمح بالتخييم مثل المنتزهات الوطنية أو منتزهات الولاية. بعض المنتزهات لا تسمح بذلك لأسباب متعددة، منها مثلا: مشكلات تآكل بعض الخشب بسبب الكثبان الرملية القريبة من المخيمات. تمنع عامّة المنتزهات قطع الأشجار الحية، وقد تمنع أيضا جمع الأجزاء الميتة من الأشجار الواقفة.
في معظم الحالات الواقعية اليوم، تستعمل إضافات غير طبيعية إلى جانب الوقود المذكور أعلاه. تستعمل عادةً قدّاحات الفحم مثل حبوب وقود الهكسامين، أو الكحول الإيتيلي من أجل بدء إشعال النار، وكذلك عدّة أنواع من فضلات الأوراق. ومع تكاثر الطعام المعلب، ازداد احتمال أن تحترق البلاستيكيات أيضا، وهو ما ينتج أدخنة سامّة، ويترك أرمدة ملوثة نتيجة للاحتراق غير الكامل في درجات الحرارة القليلة جدا لنيران التخييم.

## أساليب الإشعال
لإشعال النار عدة طرق يمكن للمرء أن بختار منها. التصميم الفعّال مهم جدا في المراحل الأولى من اشتعال النار. معظم هذه الأساليب لا تشير إلى استخدام خشب الوقود، فخشب الوقود لا يوضع في النار حتّى يقوى اشتعال النار.